# Енга
Енга е една от провинциите на Папуа Нова Гвинея. Площта ѝ е 11 704 квадратни километра и има население от 432 045 души (по преброяване от юли 2011 г.). Намира се в часова зона UTC+10. Разделена е на 4 окръга.